# ドクターズ
ドクターズは、1997年1月13日から3月4日にかけて韓国のMBCで放送されたテレビドラマである。全16話。温厚な性格の兄ジュンギと、冷徹で手術の腕が抜群の弟スヒョン。この対照的な兄弟とのやり取りを通して韓国の医療現場の実態が描かれた医療ドラマである。なお、イ・ヨンエをはじめ一部の出演者らは後に、『宮廷女官チャングムの誓い』（原題『大長今（テ・ジャングム）』）に出演することになる。医師役を演じたイ・ヨンエもおなじ医師で朝鮮王朝の国王、中宗の主治医で実在人物の「大長今」を演じた。

## キャスト
- キム・スヒョン：チャン・ドンゴン
- チャ・ミンジュ：イ・ヨンエ
- キム・ジュンギ：ソン・チャンミン
- キム・ヨンギ：キム・ジヨン
- ソ・ユンギョン：イ・ミニョン